# Dragosloveni (Soveja), Vrancea
Dragosloveni este satul de reședință al comunei Soveja din județul Vrancea, Moldova, România.

## Obiective turistice
Mausoleul Eroilor Români.